# Акершелва
Акершелва (букмол: Akerselva) е река, която тече през Осло. Тя извира от Маридалсване в областта Осло и тече множество градски области. Цялата река има дължина от около 8,2 км.
В миналото реката е била използвана за източник на енергия на множество индустриални компании в Осло.
През есента на 2010 Националната Художествена Академия (на норвежки: Kunsthøgskolen) се премесва в предишните индустриални сгради.  Дворът на академията е един от най-просторните в Европа.
Акешелва е „зеленият бял дроб на Осло“, защото множество паркове и други зелени площи се намират по нейния път през града. Разходката по дългата река представлява едно невероятно преживяване, което сякаш разказва историята на Осло в изображения.